# Tulbaghia rhodesica
Tulbaghia rhodesica là một loài thực vật có hoa trong họ Amaryllidaceae. Loài này được R.E.Fr. miêu tả khoa học đầu tiên năm 1916.